# Eva Dyrssen
Eva Dyrssen, född Hallin 17 september 1910 i Danderyd, död 17 mars 2007, var en svensk författare samt expert på kristalljuskronor. Hon var dotter till kammarherre Axel Hallin och Helga Hallin. Evas mor Helga, född Kreuger 1878, var syster till Ivar Kreuger som var Eva Dyrssens gudfar.
Eva Dyrssen gifte sig första gången 1935 med friherre Carl-Magnus af Ugglas, son till friherre Magnus af Ugglas och Henriette Reuterskiöld. 
Eva Dyrssen gifte sig andra gången 1953 med generallöjtnant Gustaf Dyrssen, son till amiral Wilhelm Dyrssen och friherrinnan Lizinka af Ugglas.